# Эксперимент Уилера с отложенным выбором
Эксперимент Уилера с отложенным выбором (англ. Wheeler's delayed-choice experiment) описывает семейство мысленных экспериментов в квантовой физике, предложенных Джоном Арчибальдом Уилером, наиболее известные из которых появились в 1978 и 1984 годах. Эти эксперименты иллюстрируют центральный пункт квантовой теории : «Неверно приписывать осязаемость фотону на всём его пути от точки входа до последнего момента его полёта». :184
Эти эксперименты устраняют лазейку в традиционном двухщелевом эксперименте, заключающуюся в том, что квантовое поведение зависит от схемы эксперимента. Эксперимент устраняет возможность того, что фотон мог бы изменить своё поведение с корпускулярного на волновое или наоборот. Изменяя аппаратуру уже после того, как фотон предполагаемо находится в «полёте», эта «лазейка» закрывается. 
Космические версии эксперимента с отложенным выбором используют фотоны, испущенные миллиарды лет назад; результаты остаются неизменными. Концепция отложенного выбора оказалась продуктивной во многих показательных экспериментах. Новые версии концепции отложенного выбора используют квантовые эффекты для управления «выбором», что приводит к созданию квантового ластика с отложенным выбором.